# Obertura en estilo francés, BWV 831
La Obertura en estilo francés (Ouvertüre nach Französischer Art), también conocida como Obertura francesa, BWV 831, es una suite en si menor escrita para clave de dos teclados por Johann Sebastian Bach. Existe una versión previa de esta pieza en do menor, catalogada como BWV 831a. La Overture francesa fue publicada, junto con el Concierto italiano, BWV 971, como la segunda mitad de Clavier-Übung II en 1735.

## Análisis
Consta de los siguientes movimientos:
1. Overture
2. Courante
3. Gavotte I/II
4. Passepied I/II
5. Sarabande
6. Bourrée I/II
7. Gigue
8. Echo

A diferencia de otras suites para teclado de Bach, esta suite no cuenta con un movimiento de allemande. También hay movimientos de danza opcionales tanto antes como después de la sarabande.  Normalmente, los movimientos opcionales sólo se dan después de la sarabande. Los tres movimientos de danza opcionales se presentan en pares, con el primero de ellos repetido (sin repeticiones internas) después del segundo. También inusual es la inclusión de un movimiento extra después de la gigue. Se trata de un "eco", una pieza pensada para explotar las dinámicas fuertes y suaves de los dos claves. Otros movimientos también tienen las indicaciones dinámicas de piano y forte, que no suelen encontrarse en las suites para tecla del periodo barroco, pero si en las fantasías para órgano de Sweelinck llamadas fantasías eco que exploran el mismo efecto. La overture es el movimiento más extenso de todas las suites para teclado que se haya escrito. Su duración es de unos 12-15 minutos si se ejecutan todas las repeticiones.
El estilo de esta obra hace referencia a compositores como François Couperin y J. P. Rameau, Sobre todo en el comienzo de la obertura que se encuentra ricamente ornamentado (mordentes, Apoyaturas, arpegios, Trinos) algo que Bach no suele hacer. Un caso similar ocurre con el tema de las variaciones Goldberg cuya autoría se debate ya que se aleja de su estilo por la gran ornamentación. Volviendo a Couperin y Rameau por esa época se había publicado piezas en esta forma de suite. Tales suites habían sido escritas tanto para instrumentos solistas como para arreglos orquestales. La composición de Bach, aun siendo para clave solo, emplea un sonido más lleno que los autores franceses a los que hacía referencia.